# Ménetreuil
Ménetreuil – miejscowość i gmina we Francji, w regionie Burgundia-Franche-Comté, w departamencie Saona i Loara.
Według danych na rok 1990 gminę zamieszkiwało 357 osób, a gęstość zaludnienia wynosiła 24 osoby/km² (wśród 2044 gmin Burgundii Ménetreuil plasuje się na 563. miejscu pod względem liczby ludności, natomiast pod względem powierzchni na miejscu 650.).